# AVN награда за чуждестранна изпълнителка на годината
AVN наградата за чуждестранна изпълнителка на годината (на английски: AVN Award Female Foreign Performer of the Year) се връчва ежегодно на най-добре представила се порнографска актриса извън САЩ, като съответната актриса не трябва да е американка и е необходимо да участва в продукции, които не се снимат в САЩ. Тази награда се връчва заедно с останалите награди на AVN на церемонията, провеждана в Лас Вегас, щата Невада, САЩ.
За първи път категорията чуждестранна изпълнителка на годината присъства на наградите на AVN през 2003 г. и първата носителка на наградата е унгарката Рита Фалтояно.
С най-много награди в категорията е френската порноактриса Кацуни, която печели в три поредни години (2005, 2006 и 2007). Тя, Алеска Даймънд и Аниса Кейт са носителки на тази AVN награда повече от един път.
Държавата, чиито представителки най-много пъти са носителки на наградата, е Унгария – с шест титли (Рита Фалтояно, 2003 г.; Манди Брайт, 2004 г.; Ийв Ейнджъл, 2009 г.; Алета Оушън, 2010 г.; Алеска Даймънд, 2012 и 2013 г.), следва Франция – с пет (Кацуни – 2005, 2006 и 2007 г. и Аниса Кейт – 2014 и 2015 г.), а по една имат Бразилия (Моника Матос, 2008 г.), Словакия (Ейнджъл Дарк, 2011 г.) и Полша (Миша Крос, 2016 г.)
Към януари 2017 г. Миша Крос от Полша е актуалната носителка на наградата.

## Носителки на наградата
| Година | Носителка | Номинирани | Номинирани по държави |
| ------ | --- | --- | --- |
| 2003   | | - Даниела Руш ( Чехия) - Зора Банкс ( Унгария) - Леа Де Мае ( Чехия) - Софи Еванс ( Унгария) - Яна ( Чехия) | - Унгария – 3 номинации - Чехия – 3 |
| 2004   | Манди Брайт · Унгария | - Алиша Роудс Великобритания - Ана Нова Германия - Катя Касин Германия - Кацуни Франция - Люси Лий Чехия - Мелани Кост Франция - Мишел Уайлд Унгария - Моника Суитхарт Чехия - Рита Фалтояно Унгария - Софи Еванс Унгария - Стейси Силвър Чехия - Уанда Къртис Унгария                                                                                        | - Унгария – 5 номинации - Чехия – 3 - Франция – 2 - Германия – 2 - Великобритания – 1                                                  |
| 2005   | | - Лилиан Тайгър Чехия - Кацуни Франция - Сандра Ромейн Румъния - Манди Брайт Унгария - Кристина Бела Унгария - Мелани Кост Франция - Джейн Дарлинг Чехия - Ники Белучи Унгария - Анета Кийс Чехия - Рита Фалтояно Унгария - Синди Лордс Унгария - Джули Силвър Чехия                                                                                          | - Унгария – 5 номинации - Чехия – 4 - Франция – 2 - Румъния – 1                                                                        |
| 2006   | - Бригита Булгари Унгария - Ейнджъл Дарк Словакия - Рита Фалтояно Унгария - Сандра Ромейн Румъния - Лилиан Тайгър Чехия - Тера Джой Чехия - Кацуни Франция - Манди Брайт Унгария - Алиша Роудс Великобритания - Стейси Силвър Чехия - Шарка Блу Чехия - Барбара Съмър Чехия                                                                                         | - Чехия – 5 номинации - Унгария – 3 - Франция – 1 - Великобритания – 1 - Словакия – 1 - Румъния – 1 | |
| 2007   | - Ейнджъл Дарк Словакия - Лилиан Тайгър Чехия - Кацуни Франция - Присила Сол Бразилия - Манди Брайт Унгария - Миа Даймънд Унгария - Тифани Хопкинс Франция - Кристина Бела Унгария - Клаудия Роси Словакия - Джейн Дарлинг Чехия - Клаудия Джеймисън Унгария - Изабел Айс Великобритания - Синди Лордс Унгария - Моника Матос Бразилия - Попи Морган Великобритания | - Унгария – 5 номинации - Чехия – 2 - Франция – 2 - Великобритания – 2 - Бразилия – 2 - Словакия – 2 | |
| 2008   | Моника Матос · Бразилия | - Клара Джи Румъния - Борока Унгария - Кейлиан Къртис Чехия - Диана Дол Словакия - Ники Блонд Унгария - Сю Даймънд Словакия - Изабел Айс Великобритания - Мелиса Лорен Франция - Моника Матос Бразилия - Ники Райдър Унгария - Дайвинити Лов Чехия - Оксана Русия - Лилиан Тайгър Чехия - Тара Уайт Чехия - Ясмин Франция                                     | - Чехия – 4 номинации - Унгария – 3 - Франция – 2 - Словакия – 1 - Румъния – 1 - Русия – 1 - Бразилия – 1 - Великобритания – 1         |
| 2009   | | - Блек Анджелика Румъния - Бамби Унгария - Кло Дельор Франция - Диана Дол Словакия - Блу Ейнджъл Унгария - Рокси Пантер Унгария - Реджина Айс Румъния - Ийв Ейнджъл Унгария - Луна Люкс Франция - Пийчес Унгария - Мелиса Лорен Франция - Сесилия Вега Франция - Клаудия Роси Словакия - Тара Уайт Чехия - Ясмин Франция                                      | - Унгария – 5 номинации - Франция – 5 - Словакия – 2 - Румъния – 2 - Чехия – 1                                                         |
| 2010   | | - Блу Ейнджъл Унгария - Стела Делакроа Франция - Синди Хоуп Унгария - Реджина Айс Румъния - Алета Оушън Унгария - Джоди Джеймс Великобритания - Чери Жул Русия - Мелиса Лорен Франция - Мадисън Паркър Унгария - Анита Пърл Унгария - Моника Сантяго Бразилия - София Валънтайн Нидерландия - Сесилия Вега Франция - Тара Уайт Чехия - Ясмин Франция          | - Унгария – 5 номинации - Франция – 4 - Чехия – 1 - Великобритания – 1 - Нидерландия – 1 - Бразилия – 1 - Русия – 1 - Румъния – 1      |
| 2011   | | - Ализ Унгария - Блу Ейнджъл Унгария - Джени Бейби Унгария - Блек Анджелика Румъния - Ейнджъл Дарк Словакия - Лу Шармел Франция - Карла Кокс Чехия - Манди Ди Русия - Алеска Даймънд Унгария - Синди Хоуп Унгария - Леа Лексис Румъния - Кери Луис Великобритания - Наташа Марли Великобритания - Джесика Мур Унгария - Тара Уайт Чехия                       | - Унгария – 6 номинации - Чехия – 2 - Великобритания – 2 - Румъния – 2 - Словакия – 1 - Русия – 1 - Франция – 1                        |
| 2012   | Алеска Даймънд · Унгария | - Блу Ейнджъл Унгария - Зафира Унгария - Блек Анджелика Румъния - Лу Шармел Франция - Лиза Дел Сиера Франция - Синди Долар Чехия - Франческа Джеймс Колумбия - Алеска Даймънд Унгария - Еуфрат Унгария - Кати Хевън Унгария - Анна Полина Франция - Джеси Волт Франция - Джема Маси Великобритания - Алета Оушън Унгария - Тара Уайт Чехия                    | - Унгария – 6 номинации - Франция – 4 - Чехия – 2 - Великобритания – 1 - Колумбия – 1 - Румъния – 1                                    |
| 2013   | Алеска Даймънд · Унгария | - Ализ Унгария - Клеър Кастел Франция - Блек Анджелика Румъния - Карла Кокс Чехия - Аниса Кейт Франция - Джена Ловли Чехия - Франческа Джеймс Колумбия - Алеска Даймънд Унгария - Лаура Кристал Чехия - Ивана Шугар Украйна - Анна Полина Франция - Джеси Волт Франция - Пейдж Търна Великобритания - Алета Оушън Унгария - Тара Уайт Чехия                   | - Чехия – 4 номинации - Франция – 4 - Унгария – 3 - Великобритания – 1 - Колумбия – 1 - Румъния – 1 - Украйна – 1                      |
| 2014   | | - Валентина Напи Италия - Клеър Кастел Франция - Ава Далуш Великобритания - Джесмин Джей Великобритания - Кайен Клайн Унгария - Хенеси Русия - Синди Хоуп Унгария - Лиен Паркър Унгария - Марика Хейс Япония - Анна Полина Франция - Никита Белучи Франция - Саманта Бентли Великобритания - Ивана Шугар Украйна - Тифани Дол Франция                         | - Франция – 5 - Унгария – 3 - Великобритания – 3 - Япония – 1 - Италия – 1 - Украйна – 1 - Русия – 1                                   |
| 2015   | - Аби Кат Унгария - Тифани Дол Франция - Алексис Кристал Чехия - Джина Джерсон Русия - Кати Хевън Унгария - Хенеси Русия - Мира Сънсет Унгария - Джесмин Джей Великобритания - Франческа Джеймс Колумбия - Лола Рев Франция - Лола Тейлър Русия - Саманта Бентли Великобритания - Ивана Шугар Украйна - Чарлиз Тинкърбъл Португалия                                 | - Франция – 3 - Унгария – 3 - Русия – 3 - Великобритания – 2 - Колумбия – 1 - Португалия – 1 - Украйна – 1 - Чехия – 1 | |
| 2016   | Миша Крос · Полша | - Стела Кокс Италия - Тифани Дол Франция - Алексис Кристал Чехия - Меа Мелоне Чехия - Тина Хот Унгария - Манон Мартин Франция - Тейлър Сейндс Нидерландия - Джесмин Джей Великобритания - Франческа Джеймс Колумбия - Лола Рев Франция - Аниса Кейт Франция - Саманта Бентли Великобритания - Сиена Дей Великобритания - Амарна Милър Испания                 | - Франция – 4 - Великобритания – 3 - Чехия – 2 - Колумбия – 1 - Испания – 1 - Нидерландия – 1 - Унгария – 1 - Италия – 1 - Полша – 1   |
| 2017   | Миша Крос · Полша | - Стела Кокс Италия - Тифани Дол Франция - Инес Ленвин Франция - Некан Суит Испания - Алекса Томас Испания - Леа Герлин Франция - Анна Полина Франция - Джесмин Джей Великобритания - Лекси Лоуи Великобритания - Амира Адара Унгария - Клер Кастел Франция - Саманта Бентли Великобритания - Сиена Дей Великобритания - Амарна Милър Испания                 | - Франция – 5 - Великобритания – 4 - Испания – 3 - Унгария – 1 - Италия – 1 - Полша – 1                                                |
| 2018   | Джесмин Джей · ( Великобритания) | - Алекса Томас ( Испания) - Амарна Милър ( Испания) - Амира Адара ( Унгария) - Анна Полина ( Франция) - Аниса Кейт ( Франция) - Аполония Лапиедра ( Испания) - Валентина Ричи ( Белгия) - Джина Джерсон ( Русия) - Джулия Рока ( Испания) - Евелин Делай ( Чехия) - Миша Крос ( Полша) - Никита Белучи ( Франция) - Сузи Гала ( Испания) - Чери Кис ( Сърбия) | - Испания – 5 номинации - Франция – 3 - Великобритания – 1 - Русия – 1 - Белгия – 1 - Унгария – 1 - Сърбия – 1 - Полша – 1 - Чехия – 1 |

## Статистика
Класиране на актриси по брой спечелени награди
| Позиция | Актриса        | Държава        | Награди | Година           |
| ------- | -------------- | -------------- | ------- | ---------------- |
| 1       | Кацуни         | Франция        | 3       | 2005, 2006, 2007 |
| 2       | Алеска Даймънд | Унгария        | 2       | 2012, 2013       |
|         | Аниса Кейт     | Франция        | 2       | 2014, 2015       |
|         | Миша Крос      | Полша          | 1       | 2016, 2017       |
| 5       | Рита Фалтояно  | Унгария        | 1       | 2003             |
|         | Манди Брайт    | Унгария        | 1       | 2004             |
|         | Моника Матос   | Бразилия       | 1       | 2008             |
|         | Ийв Ейнджъл    | Унгария        | 1       | 2009             |
|         | Алета Оушън    | Унгария        | 1       | 2010             |
|         | Ейнджъл Дарк   | Словакия       | 1       | 2011             |
|         | Джесмин Джей   | Великобритания | 1       | 2018             |

Класиране на държави по брой спечелени награди
| Позиция | Държава        | Награди | Носителки |
| ------- | -------------- | ------- | --- |
| 1       | Унгария        | 6       | Рита Фалтояно (2003 г.), Манди Брайт (2004 г.), Ийв Ейнджъл (2009 г.), Алета Оушън (2010 г.), Алеска Даймънд (2012 и 2013 г.) |
| 2       | Франция        | 5       | Кацуни (2005, 2006 и 2007 г.), Аниса Кейт (2014 и 2015 г.)                                                                    |
| 3       | Полша          | 2       | Миша Крос (2016 и 2017 г.) |
| 4       | Бразилия       | 1       | Моника Матос (2008 г.) |
|         | Словакия       | 1       | Ейнджъл Дарк (2011 г.) |
|         | Великобритания | 1       | Джесмин Джей (2018 г.) |

Класиране на актриси по брой номинации
| Позиция | Актриса          | Държава  | Номинации | Година                             |
| ------- | ---------------- | -------- | --------- | ---------------------------------- |
| 1       | Тара Уайт        | Чехия    | 6         | 2008, 2009, 2010, 2011, 2012, 2013 |
| 2       | Аниса Кейт       | Франция  | 5         | 2013, 2014, 2015, 2016, 2018       |
| 3       | Блек Анджелика   | Румъния  | 4         | 2009, 2011, 2012, 2013             |
|         | Блу Ейнджъл      | Унгария  | 4         | 2009, 2010, 2011, 2012             |
|         | Лилиан Тайгър    | Чехия    | 4         | 2005, 2006, 2007, 2008             |
|         | Манди Брайт      | Унгария  | 4         | 2004, 2005, 2006, 2007             |
|         | Рита Фалтояно    | Унгария  | 4         | 2003, 2004, 2005, 2006             |
|         | Франческа Джеймс | Колумбия | 4         | 2013, 2014, 2015, 2016             |
| 9       | Алеска Даймънд   | Унгария  | 3         | 2011, 2012, 2013                   |
|         | Алета Оушън      | Унгария  | 3         | 2010, 2012, 2013                   |
|         | Синди Хоуп       | Унгария  | 3         | 2010, 2011, 2014                   |
|         | Ейнджъл Дарк     | Словакия | 3         | 2006, 2007, 2011                   |
|         | Кацуни           | Франция  | 3         | 2005, 2006, 2007                   |
|         | Мелиса Лорен     | Франция  | 3         | 2008, 2009, 2010                   |
|         | Анна Полина      | Франция  | 3         | 2012, 2013, 2014                   |
|         | Ясмин            | Франция  | 3         | 2008, 2009, 2010                   |

Класиране на държави по брой номинации
| Позиция | Държава        | Номинации |
| ------- | -------------- | --------- |
| 1       | Унгария        | 58        |
| 2       | Франция        | 47        |
| 3       | Чехия          | 35        |
| 4       | Великобритания | 23        |
| 5       | Румъния        | 10        |
| 6       | Испания        | 9         |
| 7       | Русия          | 8         |
| 8       | Словакия       | 7         |
| 9       | Колумбия       | 4         |
|         | Бразилия       | 4         |
| 11      | Украйна        | 3         |
|         | Италия         | 3         |
|         | Полша          | 3         |
| 14      | Германия       | 2         |
|         | Нидерландия    | 2         |
| 16      | Португалия     | 1         |
|         | Япония         | 1         |
|         | Белгия         | 1         |
|         | Унгария        | 1         |
|         | Сърбия         | 1         |